# Alexandre Millerand
Alexandre Millerand (phát âm tiếng Pháp: [alɛksɑdʁ milʁɑ], 10 tháng 2 năm 1859 - 7 tháng 4 năm 1943) là một chính trị gia người Pháp. Ông là Thủ tướng Pháp từ ngày 20 tháng 1 đến ngày 23 tháng 9 năm 1920 và Tổng thống Pháp từ ngày 23 tháng 9 năm 1920 đến ngày 11 tháng 6 năm 1924. Sự tham gia của ông vào nội các của Waldeck-Rousseau vào đầu thế kỷ 20, bên cạnh Marquis de Gallifet, người chỉ đạo Cuộc đàn áp của xã Paris Inter 1871 đã gây ra một cuộc tranh luận tại Phòng Pháp của SFIO và trong Diễn đàn Quốc tế lần thứ hai về sự tham gia của các nhà xã hội vào "các chính phủ tư sản".

## Tiểu sử
Sinh ra ở Paris, ông được đào tạo luật sư và được bầu làm Secrétaire của Conférence du Barreau de Paris. Ông đã tạo danh tiếng của mình thông qua bảo vệ thân chủ của mình, trong công ty với Georges Laguerre, của Ernest Roche (fr) và Duc-Quercy (fr), các kẻ chủ mưu của cuộc đình công tại Decazeville năm 1883. Sau đó, ông lấy địa điểm của Laguerre trên tờ Georges Clemenceau, La Justice. Ông được bầu vào Phòng Đại diện cho bộ phận Seine năm 1885 với vai trò là một nhà xã hội học cấp tiến. Ông đã được liên kết với Clemenceau và Camille Pelletan như một trọng tài trong cuộc đình công Carmaux (1892). Ông đã từ lâu đã có tai của Phòng về vấn đề luật pháp xã hội, và sau khi vụ bê bối Panama đã làm mất uy tín của nhiều chính trị gia, ảnh hưởng của ông đã tăng lên.